# Lubricogobius nanus
Lubricogobius nanus là một loài cá biển thuộc chi Lubricogobius trong họ Cá bống trắng. Loài cá này được mô tả lần đầu tiên vào năm 2015.

## Từ nguyên
Tính từ định danh nanus trong tiếng Latinh nghĩa là "thấp lùn", hàm ý đề cập đến kích thước đặc biệt nhỏ bé của loài cá này, so với tất cả các loài trong chi.

## Phân bố và môi trường sống
L. nanus hiện chỉ được biết đến duy nhất tại vịnh Milne (Papua New Guinea). Chúng được tìm thấy trong các vật rỗng như vỏ sò hay ruột hải miên, ở độ sâu khoảng 8–13 m.

## Mô tả

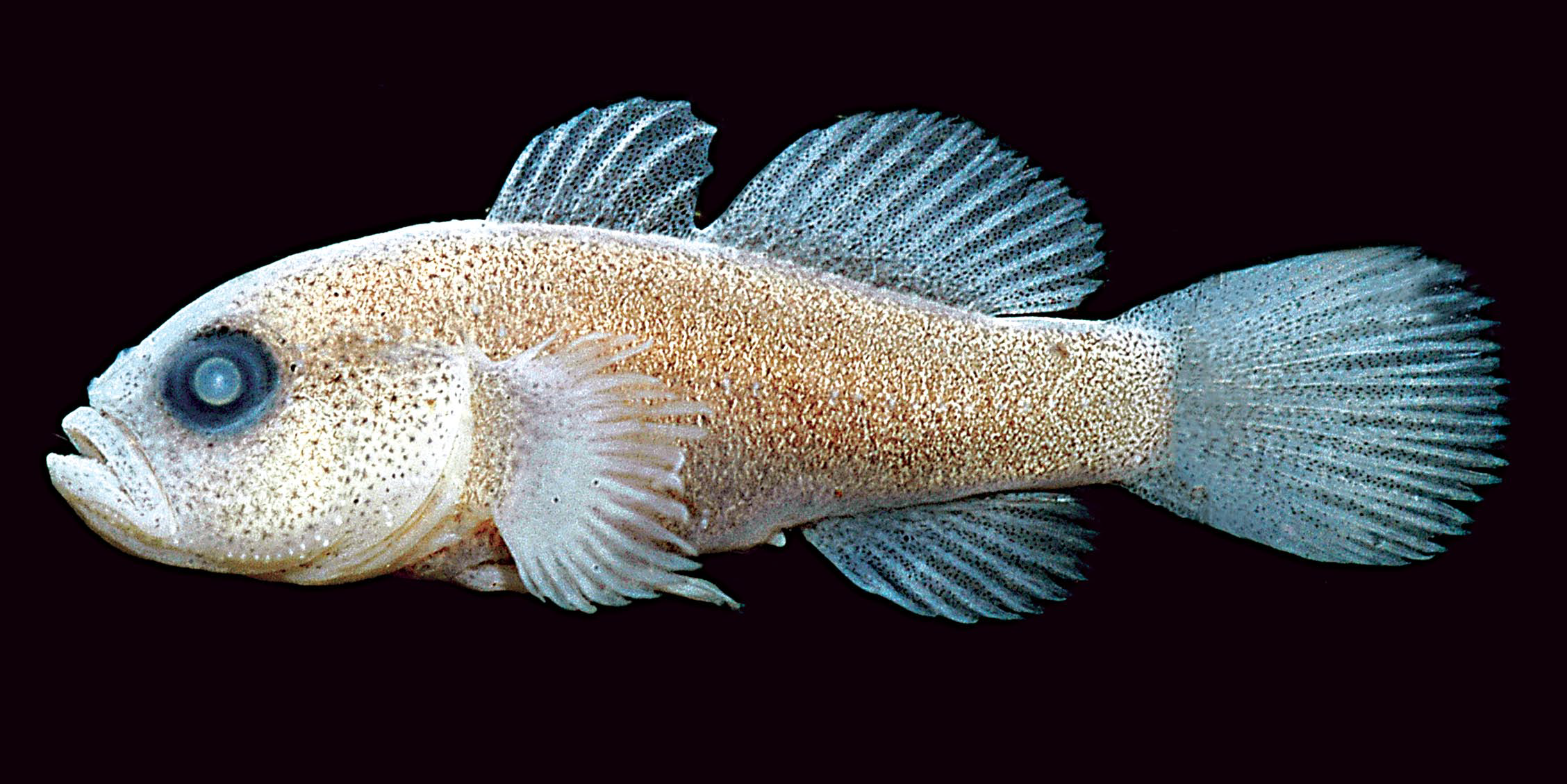
Tiêu bản mẫu định danh của L. nanus

Chiều dài cơ thể lớn nhất được ghi nhận ở L. nanus là 1,1 cm, là thành viên nhỏ nhất của Lubricogobius. Loài này có màu nâu, trừ phần đầu và vây màu vàng được phủ dày đặc các chấm sắc tố nhỏ màu nâu, vây đuôi tròn.
Số gai vây lưng: 7; Số tia vây lưng: 10–11; Số gai vây hậu môn: 1; Số tia vây hậu môn: 8–9; Số gai vây bụng: 1; Số tia vây bụng: 5; Số tia vây ngực: 19.